# Joc reial d'Ur
Joc reial d'Ur és la denominació que reben dos jocs de taula trobats en les Tombes Reials d'Ur per Sir Leonard Woolley en la dècada de 1920. Un dels dos taulers s'exhibeix al Museu Britànic de Londres. Els dos jocs daten de la Primera Dinastia d'Ur, abans del 2600 aC, de manera que el Joc Reial d'Ur és probablement el joc de tauler més antic que s'ha trobat, juntament amb l'antic joc egipci anomenat Senet (del qual existeixen registres possiblement anteriors al segle xxxiii aC), i el set de 60 peces de joc trobades a "Shahr-i Sokhta" (a l'Iran, datat de fa cinc mil anys).

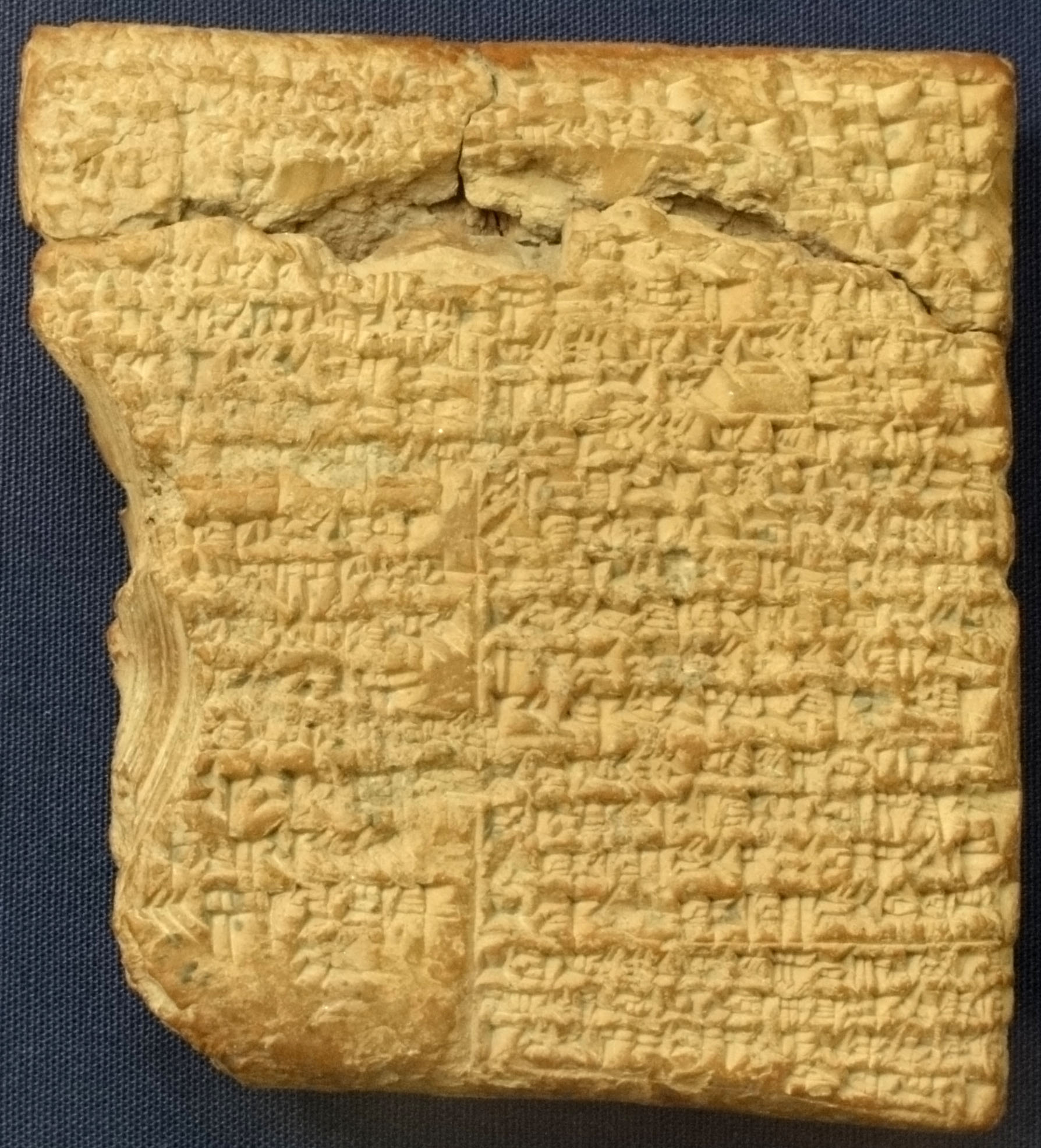
Taula del 177 aC amb les regles del joc

El Joc Reial d'Ur es jugava amb dos jugadors, cadascun d'ells amb dos jocs de fitxes (un de negre i un de blanc) i tres daus piramidals. No es coneixen les regles ni la dinàmica de joc que s'utilitzaven a Mesopotàmia, però hi ha una possible reconstrucció de la manera de jugar basada en una tauleta cuneïforme d'origen babilònic del 177-176 aC; i que permet suposar que el joc reial d'Ur era un joc de carreres o persecució, amb una dinàmica de joc semblant als actuals parxís o backgammon.

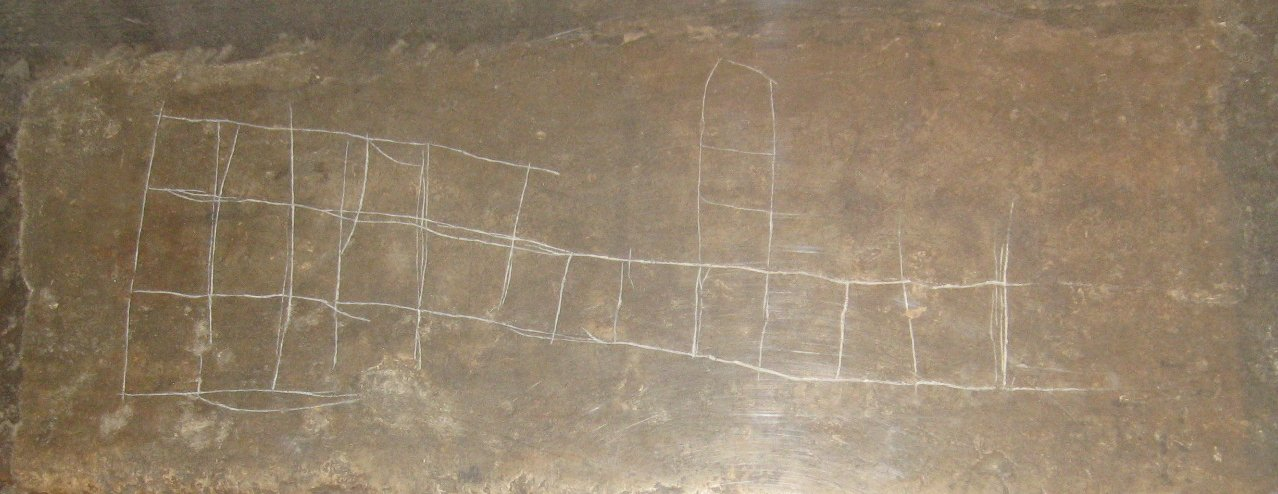
Una versió del joc gravada en pedra. Museu Britànic.

Recentment s'ha descobert una versió del joc (vegeu il·lustració) esgrafiada al plint d'una de les dues escultures de lamassu, figures de braus alats amb cap humà que custodiaven les portes del palau de Sargon II (721-705 aC) a Khorsabad, actualment al Museu Britànic de Londres. Jocs similars han estat descoberts en diferents escultures d'altres museus.

El possible moviment de les peces sobre el tauler.